# Tukotuko skryty
Tukotuko skryty (Ctenomys fochi) – gatunek gryzonia z rodziny tukotukowatych (Ctenomyidae). Występuje w Ameryce Południowej, gdzie odgrywa ważną rolę ekologiczną. Siedliska tukotuko skrytego położone są na terenach południowo-zachodniej części argentyńskiej prowincji Catamarca.